# ArhoTV
arhoTV是由Sunny（崔智雄）和Creamy（易健兒）的一个合作频道，该频道主要语言是粤语，主要是以生活、整蠱、旅遊、挑戰、玩樂、吃、巨大化、都市傳說及開箱為主，其訂閱人數曾達至52萬。
但在2022年6月起，頻道接連爆出多項負面新聞，其中淘寶事件及設立NFT和AMA直播的決定受到最多的批評聲音，因NFT影片裡被指內容有涉及欺騙未成年人購買而遭到批評，訂閱人數開始下降，同年7月11日更失守50萬訂閱數關口。

## 成員
Sunny
原名崔智雄（1986年1月13日—），ArhoTV的創辦人和經營者之一，於2016年10月開始發佈影片，於2017年起和Creamy合作。17歲時，他第一隻專輯《聽寫讀》發行，與當時的網絡紅人阿舜撞樣而廣受注目。其後也有製作歌曲上載到YouTube，包括一些關於政治的歌曲。
Creamy
原名易健兒（英語：Creamy Yick；1993年10月25日－），香港女演员及YouTuber。2014年开始制作网络影片于YouTube平台发展，同时亦任职“Umovie”后制人员。2015年开始演出影视作品。「學舌鳥 Mocking Jer」、「CapTV擷電視」、「金刚crew」的短片会见到她演出。她亦曾与另一位女演员劉展翹 Jackie（全民造星IV 88號）组成YouTuber女子组合“易刘”。2016年于CapTV演出并自编自导一些短剧，当中有不少作品都受到大量观众欢迎。從2017年开始，与男朋友Sunny合作拍摄短片。她亦有个人YouTube频道。

### 其他成員
黃龍德
原名倫家輝，亦稱「德仔」，arhoTV的經理人，較常出現於頻道影片中。

## 獎項
2021年度
- Cloudbreakr （页面存档备份，存于）《香港社交媒體風雲榜》 （页面存档备份，存于）2021年度網民最愛 第六位

## 頻道爭議
自2022年6月起，頻道接連爆出多項負面新聞，引發訂閱人數從最高峰的超過52萬，一直持續下跌至今。

### NFT計劃風波
2022年5月24日，頻道發佈由Sunny和Creamy所籌備的NFT計劃介紹影片，但當中有內容被指涉及欺騙未成年人購買而遭到批評，例如強調NFT兌換「不設年齡限制」。，隨後於2022年6月1日，Sunny和Creamy以AMA直播回應NFT爭議，於直播中Sunny曾承諾加上字幕後會釋出直播，惟事後一直未有履行，引發網民不滿。
其後，頻道轄下的Discord群組對話流出，被揭發Sunny和成員黃龍德分別以「瘀血」、「食樹根」等字眼批評反對者，再度引起爭議。

### 淘寶事件
2022年6月，有網民揭發Sunny和Creamy多年售出產品都是淘寶貨，而該網民亦表示Sunny多年前的影片曾表示罷買淘寶，此消息流出後引發更多人不滿，但事後Sunny卻批評反對者為「瘀血」，而經理人黃龍德更指他們「觀眾吃樹皮」，在以上爭議引發更多退訂，於同年7月11日跌穿50萬訂閲數。

### 退款活動爭議
事隔多月後，兩人在頻道中宣佈將在2022年11月安排退款事宜，然而在其中一個退款日，有網媒拍攝到頻道工作人員疑對排隊要求退款人士作出不友善態度及出現言語爭執，以及對部份貨品不肯退款，須交涉後才成功。

### 頻道短片爭議
事隔兩年後，兩人正式復出，並拍下大量短片，然而部分觀眾發現大量短片裡含有大量兒童不宜的內容，事後這些短片亦被ArhoTV刪除。